# Zrmanja
Zrmanja este o arie protejată (sit de importanță comunitară — SCI) din Croația întinsă pe o suprafață de 1.252,7 ha, integral pe uscat.

## Localizare
Centrul sitului Zrmanja este situat la coordonatele 44°11′10″N 15°48′50″E / 44.186°N 15.814°E.

## Înființare
Situl Zrmanja a fost declarat sit de importanță comunitară în iulie 2013 pentru a proteja 9 specii de animale.

## Biodiversitate
Situată în ecoregiunea mediteraneană, aria protejată conține 3 habitate naturale: Pajiști uscate din regiunea submediteraneeană estică (Scorzoneratalia villosae), Cursuri de apă de la nivel de câmpie la nivel montan, cu vegetație Ranunculion fluitantis și Callitricho-Batrachion, Cascade cu formare de travertin ale râurilor carstice din Alpii Dinarici.
La baza desemnării sitului se află mai multe specii protejate:
- mamifere (1): vidră de râu (Lutra lutra)
- nevertebrate (1): Vertigo angustior
- pești (6): Alburnus albidus, Barbus plebejus, Cobitis bilineata, zglăvoacă (Cottus gobio), Knipowitschia panizzae, Pomatoschistus canestrinii
- reptile (1): șarpele cu patru dungi (Elaphe quatuorlineata)

Pe lângă speciile protejate, pe teritoriul sitului au mai fost identificate 2 specii de plante, 1 specie de nevertebrate, 1 specie de pești.